# Tout se complique
Pour les articles homonymes, voir Tout se complique (homonymie).
Tout se complique est le deuxième album de bande dessinée de Jean-Jacques Sempé paru en 1963, édité chez Denoël. Elle comporte 110 planches en noir et blanc.

## Éditions
La bande dessinée est parue au format poche, perdant au passage quelques planches impossibles à réduire.
- Tout se complique, Denoël, octobre 1963[1]
- Tout se complique, Denoël, octobre 1973
- Tout se complique, Denoël, juin 1999  (ISBN 2-207-24926-3)
- Tout se complique, Denoël coll. « Le Livre de poche », 1975
- Tout se complique, Folio, 1974
- Tout se complique, Folio no 867, 1976
- Tout se complique, Folio , 1997  (ISBN 2-07-036867-X)